# Similan-Inseln
Similan-Inseln (Thai: หมู่เกาะสิมิลัน, Mu Ko Similan) wird eine Gruppe von neun Inseln in der Andamanensee vor der Provinz Phang Nga in Thailand genannt. Ihr Name leitet sich vom malayischen Wort „sembilan“ (neun) ab. Die unbewohnten Inseln bilden zusammen mit zwei weiteren Inseln den Nationalpark Mu Ko Similan. Das Meer rund um die Similan-Inseln gilt zum Schnorcheln wie zum Sporttauchen als eines der schönsten Reviere weltweit.

## Geographie
Der größte Teil der Wasserfläche gehört zur Andamanensee und damit zum östlichen Teil des Indischen Ozeans. Die Inselgruppe liegt in einer 24 km langen, in Nord-Süd-Richtung verlaufenden Kette circa 70 km vor der Küste.

### Geologie

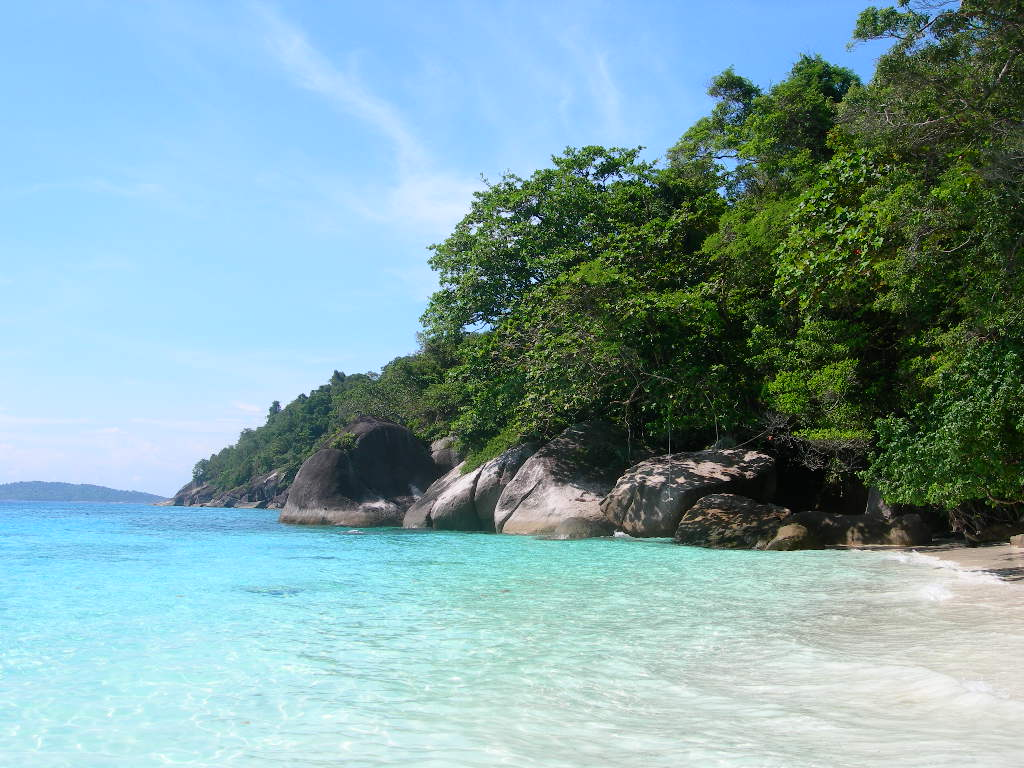
Sandstrand

Die Inseln bestehen aus Granit, sie wurden im Tertiär (vor ungefähr 65 Millionen Jahren) durch aufsteigende Lava gebildet. Ihre heutige Form haben sie durch die Einwirkung von eiszeitlichen Gletschern und die Kräfte des Meeres erhalten. Die Inseln weisen teils hohe und steile Berge auf, die aus mittelkörnigem Biotite-Muskovit-Granit und Biotite-Hornblende-Granit bestehen. Die höchste Erhebung beträgt 244 Meter. Der Meeresboden zwischen den Inseln ist im Schnitt 60 bis 80 Meter tief, der Anstieg zu den Stränden ist je nach Himmelsrichtung unterschiedlich: im Westen der Inseln in Richtung Ozean steinig, sehr steil und abschüssig mit Felsbrocken und Höhlen, in Richtung des Festlandes im Osten mit flacheren Abhängen hin zu großen Korallengärten und Sandbänken. Dementsprechend ist der Übergang ins Meer: schlammlose Strandbuchten mit sehr feinem, weißen und sauberen Sand wechseln sich ab mit unterschiedlichsten Felsformationen.

### Klima
Durchschnittlich fallen 3560 Millimeter Regen im Jahr. Dem Niederschlag steht eine Verdunstungsrate von 1708 Millimeter gegenüber. Die Regenzeit dauert von Mitte Mai bis Oktober. Der Südwest-Monsun bringt dann starke Winde und hohen Niederschlag, mit der höchsten durchschnittlichen Niederschlagsmenge von 540 mm im September. Aus Sicherheitsgründen ist der Nationalpark jedes Jahr vom 16. Mai bis zum 31. Oktober für Besucher geschlossen. Die Touristensaison von Dezember bis April ist trocken und angenehm, im Januar und im Februar gibt es praktisch keinen Niederschlag. Der Hochsommer dauert von Mitte Februar bis Mitte Mai. Die Jahresdurchschnittstemperatur beträgt 27 °C mit einer durchschnittlichen Luftfeuchte von knapp 83 %. Der heißeste Monat ist der März mit durchschnittlich 34,4 °C, während im kühlsten Monat November eine Durchschnittstemperatur von 24,3 °C herrscht. Die Wassertemperatur schwankt zwischen 30 °C im Sommer und 28 °C im Winter.

### Tide
Der Tidenhub wird wie folgt angegeben
| Mittlerer Wasserstand | Mittleres Springhochwasser (MHWS) | mittleres Springniedrigwasser (MLWS) | Mittleres Nipphochwasser (MHWN) | Mittleres Nippniedrigwasser(MLWN) |
| --------------------- | --------------------------------- | ------------------------------------ | ------------------------------- | --------------------------------- |
| 2,29                  | 3,20                              | 0,76                                 | 2,43                            | 1,59                              |

### Folgen des Tsunamis
Das Seebeben im Indischen Ozean am 26. Dezember 2004 war das drittstärkste jemals aufgezeichnete Beben und löste eine Reihe von verheerenden Tsunamis an den Küsten des Indischen Ozeans aus: Ein Erdbeben der Stärke 9 bis 9,3 auf der Richter-Skala mit Wellen, die bis zu 35 Meter hoch waren und Auswirkungen bis in über 5000 km Entfernung hatten. Betreffend der Geomorphologie, der Küstenlinie und des Sedimenttransportes hatte man deswegen mit erheblichen Auswirkungen auf die Similan-Inseln gerechnet. Eine Feldstudie sieben bis neun Wochen nach dem Tsunami ergab jedoch, dass die Wellen auf der Oberfläche der Inseln weit weniger Zerstörungen hinterlassen haben als auf dem Festland (zum Beispiel in Khao Lak): Der Küstensaum war kaum verändert und nur wenig Sedimente waren weggespült. Man vermutet die Gründe in dem speziellen Mechanismus dieses Erdbebens, das durch das sehr große Bebengebiet einen vergleichsweise geringen Schockimpuls auf die Wassermassen ausgelöst hat. Daneben werden das flache Wasser in der Erdbebenzone und die Meerestiefe des Uferlandes der betroffenen Zonen dafür verantwortlich gemacht: Die geringe Tiefe westlich der Inseln hatte die Wellenenergie bereits bedeutend abgeschwächt. Der Tsunami unterscheidet sich dadurch erheblich von den Folgen vieler urzeitlicher Tsunamis im Holozän in der Region des Atlantischen Ozeans.
Unter Wasser jedoch waren viele Korallen zerbrochen und von Sand bedeckt, insbesondere die Tauchplätze „Christmas Point“ (Insel 9) und „Deep Six“ vor der Insel sieben (Insel 6 bildet mit Insel 5 die Ankerbucht östlich von Insel 4) sowie rund um die Insel neun. Dabei wurde das erste Mal ein hohes Aufkommen einer unbekannten Pilzinfektion (des Bodenpilzes Aspergillus sp.) an Anella-Fächergorgonien festgestellt, die sich nur teilweise wieder regenerierten. Freiwillige Taucher halfen bei der Reinigung, Wissenschaftler geben eine Zerstörungsrate zwischen 30 % und 80 % an. Die Folgen der Naturkatastrophe werden in Langzeituntersuchungen durch ein Programm der vereinten Nationen untersucht. Für die Provinz Phang Nga ergab die Studie an repräsentativen 72 Untersuchungsorten, dass 29 % der Korallen unzerstört, 39 % wenig und 32 % mittel oder schwer beschädigt waren, wobei die Schäden deutlich geringere Ausmaße angenommen hatten als ursprünglich befürchtet.

## Mu Ko Similan Nationalpark
Der Nationalpark Mu Ko Similan (Thai: หมู่เกาะสิมิลัน) ist ein Nationalpark in der Provinz Phang Nga, Süd-Thailand. Er ist benannt nach der Inselgruppe der neun Similan-Inseln, die zusammen mit zwei weiteren Inseln den Nationalpark bilden. Der Meeres-Nationalpark wurde am 1. September 1982 als 43. Nationalpark in Thailand eingerichtet.

### Flora und Fauna

#### Flora
In den Wäldern auf den Inseln geht der Strandwald landeinwärts in tropischen Regenwald über. Wichtige Arten sind hier Manilkara spec. (siehe auch Breiapfelbaum), Cordia subcordata sowie Tournefortia argentea.

#### Fauna

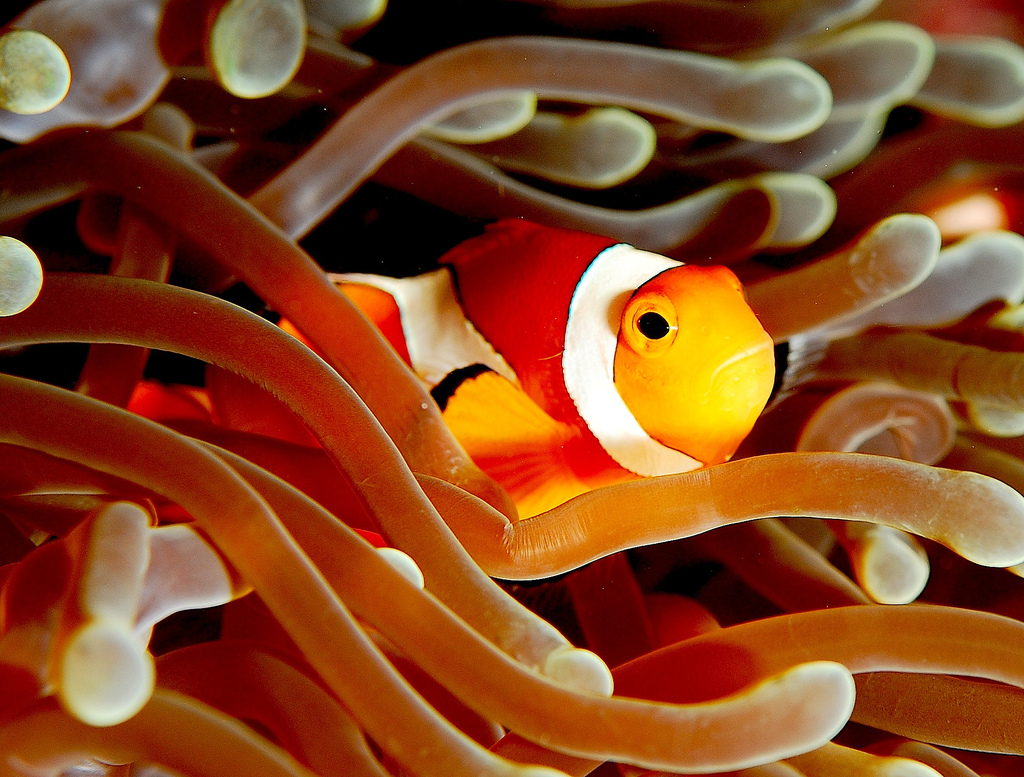
Falscher Clownfisch (Amphiprion ocellaris)

Ein Großteil des Meeresbodens rund um die Inseln ist von Korallenriffen bedeckt, welches von Korallen und See-Anemonen bewohnt und gebildet wird. Das Überleben des komplexen Ökosystems basiert auf der symbiotischen Beziehung mit der Alge Zooxanthelle, die Sonnenlicht in Nährstoffe umwandelt. Dafür müssen allerdings bestimmte Umweltfaktoren wie Temperatur, Salzgehalt, Licht und Wellenaktivität stimmen. Es gibt Steinkorallen, Gorgonien-Fächer, Weichkorallen, Langusten, Krabben, Tintenfische, Schwämme, Seegurken und Riesenmuscheln. Zu den vielzähligen Korallenriff-Fischen gehören die Schmetterlingsfische, Clownfische, Kaiserfische, Süßlippen und Fahnenbarsche, selbst Gelblippen-Seeschlangen sind anzutreffen.

## Topographie der Inseln

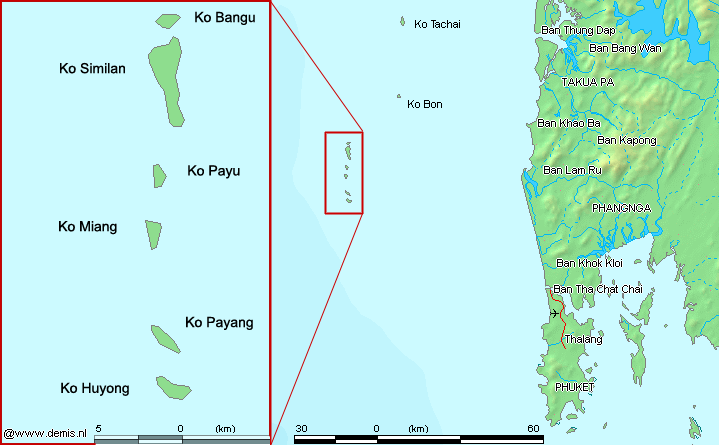
Karte der Inseln

Die Inseln der Kette sind von Süden nach Norden durchnummeriert, tragen aber auch jeweils eigene mit Ko (für Insel auf Thai) beginnende, thailändische Namen. Ihre Beschreibung im Einzelnen von Norden nach Süden:

### Ko Bangu
Ko Bangu (ausgesprochen Ko Ba-Ngu, Thai: เกาะบางู), oder „Insel neun“ (Ko Kao, เกาะเก้า), ist ein beliebtes Tauchobjekt; am nordwestlichsten Ende der nördlichsten Similan-Insel gibt es den sogenannten „Christmas Point“ (คริสต์มัสพอยต์), eine Felsformation umgeben von Weichkorallen und Seefächern, zwischen denen pelagische Fische anzutreffen sind. Die Wassertiefe liegt zwischen 20 und 35 Metern, die höchste Erhebung beträgt 90 Meter. Die maximale Ausdehnung von Ost nach West sind 1,3 km, von Nord nach Süd 900 Meter. Die Flächenausdehnung beträgt 70,2 ha.

### Ko Similan

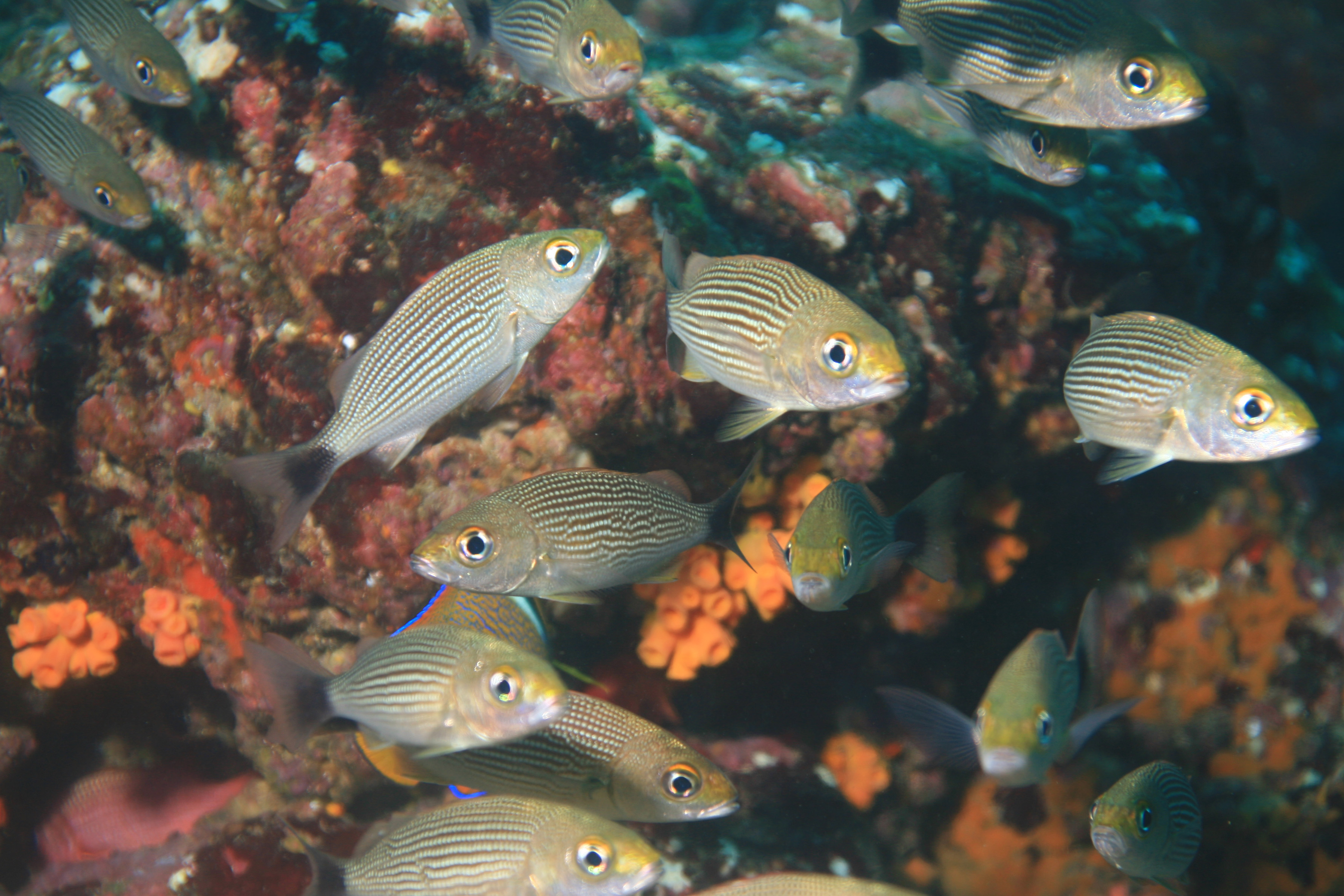
Süßlippen

Ko Similan (Thai: เกาะสิมิลัน) ist die namensgebende Insel. Sie wird auch „Insel acht“ (Ko Paed, เกาะแปด) genannt und ist mit knapp vier Quadratkilometern die größte der neun Inseln mit der höchsten Erhebung und mehreren Buchten. Der Sand ist weiß und das Schnorcheln sehr gut möglich. Die Felsformation „das Segel“ (หินเรือใบ) ist ein Wahrzeichen der Similan-Inseln und kann erstiegen werden. Von dem Felsen bietet sich ein guter Panorama-Blick auf die Bucht Ao Kueak (อ่าวเกือก). Die Durchschnittstiefe des Meeres beträgt circa 25 Meter, die maximale Ausdehnung 4,5 km in Nord-Süd- und 1,6 km in Ost-West-Richtung. Die Nationalparkverwaltung bietet auf dieser Insel Unterkünfte an. Im Westen der Insel liegen die „Fantasy Rocks“ oder „Fantasea Riff“, eine der beliebtesten Tauchstellen für Gerätetaucher in sechs bis 40 Metern Tiefe: unterirdische Felsen, komplett mit Weichkorallen, Seelilien und Gorgonienfächern bedeckt und von Fischen bevölkert: Geigenrochen, Korallen-Zackenbarsche, Süßlippen, Schnapper, Blaue Drückerfische und Rotfeuerfische in den Riffwänden, Makrelen und Stachelmakrelen im Meer davor. Die Flächenausdehnung beträgt 382,9 ha.

### Ko Payu

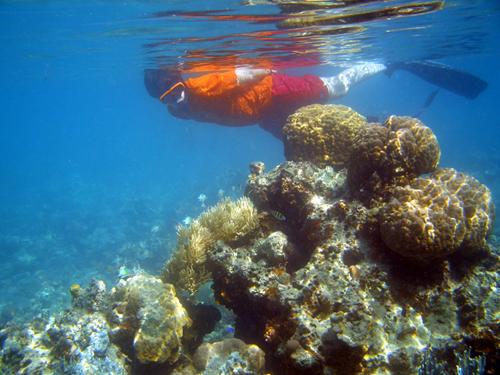
Schnorcheln über Korallen

Ko Payu (Thai: เกาะปายู), auch „Insel sechs“ (Ko Hok, เกาะหก), hat auf der östlichen Seite eine der beliebtesten, weil artenreichsten Tauchstellen. Hier gibt es sowohl Stein- als auch Weichkorallen, Seefächer und viele Arten von in Schwärmen schwimmenden Fischen. Die Insel hat keinen Strand, ihre höchste Erhebung beträgt 116 Meter, sie ist 700 m breit und 1,3 km lang. Die Flächenausdehnung beträgt 45,7 ha.

### Ko Hin Pousar oder Ko Hua Kalok
Ko Hin Pousar (Thai: เกาะหินปูซาร์), auch „Insel sieben“ (เกาะเจ็ด), weiterer Name „Ko Hua Kalok“ (wörtl. Totenkopf-Insel, fälschlicherweise auch Huwagralok geschrieben, in Thai: เกาะหัวกะโหลก), ist ein ca. 400 m breiter und 300 m langer Elefantenkopf-förmiger Granit-Felsen. Unterhalb dieses Felsen finden Taucher in sechs bis 36 Metern Tiefe Höhlen und Felslöcher und weitere einzigartige Unterwasser-Felsgebilde und -Lebewesen wie Blaupunktrochen und Fahnenschwanz-Partnergrundeln, Schleimfische und Fadenschnecken. Die Flächenausdehnung beträgt 7,16 ha.

### Ko Haa
Ko Haa (Thai: เกาะห้า) ist rund 200 mal 200 Meter groß und hat einen riesigen Unterwasserfelsen aufzuweisen, der mit Weichkorallen bewachsen ist. In direkter Nachbarschaft können Meeraale beobachtet werden, die ihren Kopf aus dem etwa 32 Meter tiefen sandigen Meeresboden stecken. Die Flächenausdehnung beträgt 1,95 ha.

### Ko Miang
Die Miang-Insel (Thai: เกาะเมียง) ist „Insel vier“ (Ko Sii, เกาะสี่) und Sitz der Nationalparkverwaltung mit einem kleinen Informationszentrum zu den Inseln in der Bucht Haad Yai (หาดใหญ่). Ihr Sandstrand liegt in der Mitte der Insel vor den Verwaltungs- und Unterkunftsgebäuden. Neben fest installierten Zelten gibt es dort eine Süßwasserquelle, ein Restaurant mit einem angeschlossenen Kaufladen sowie einen Bootsverleih. Ein Wanderweg führt durch den tropischen Regenwald mit Informationstafeln zu Flora und Fauna. Der Pfad, der auch den 128 Meter hohen Gipfel erschließt, führt zur zweiten Bucht Haad Lek (หาดเล็ก) auf der Ostseite der Insel. Hier ankern zahlreiche Boote über Nacht. Die Insel ist knapp zwei Kilometer lang und 1,2 km breit. Die Flächenausdehnung beträgt 70,8 ha.

### Ko Payan

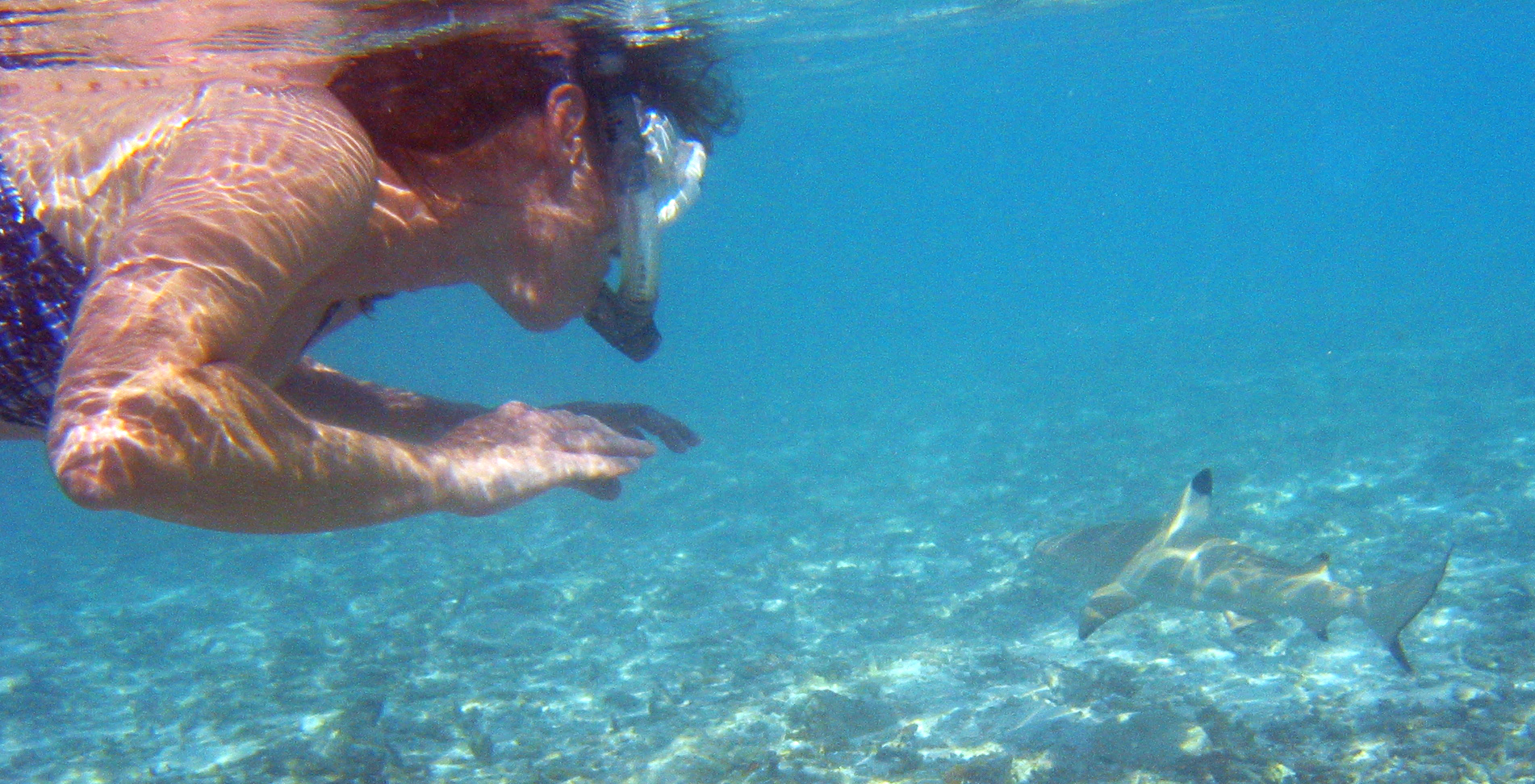
Schnorchlerin mit Schwarzspitzenriffhai (Carcharhinus melanopterus)

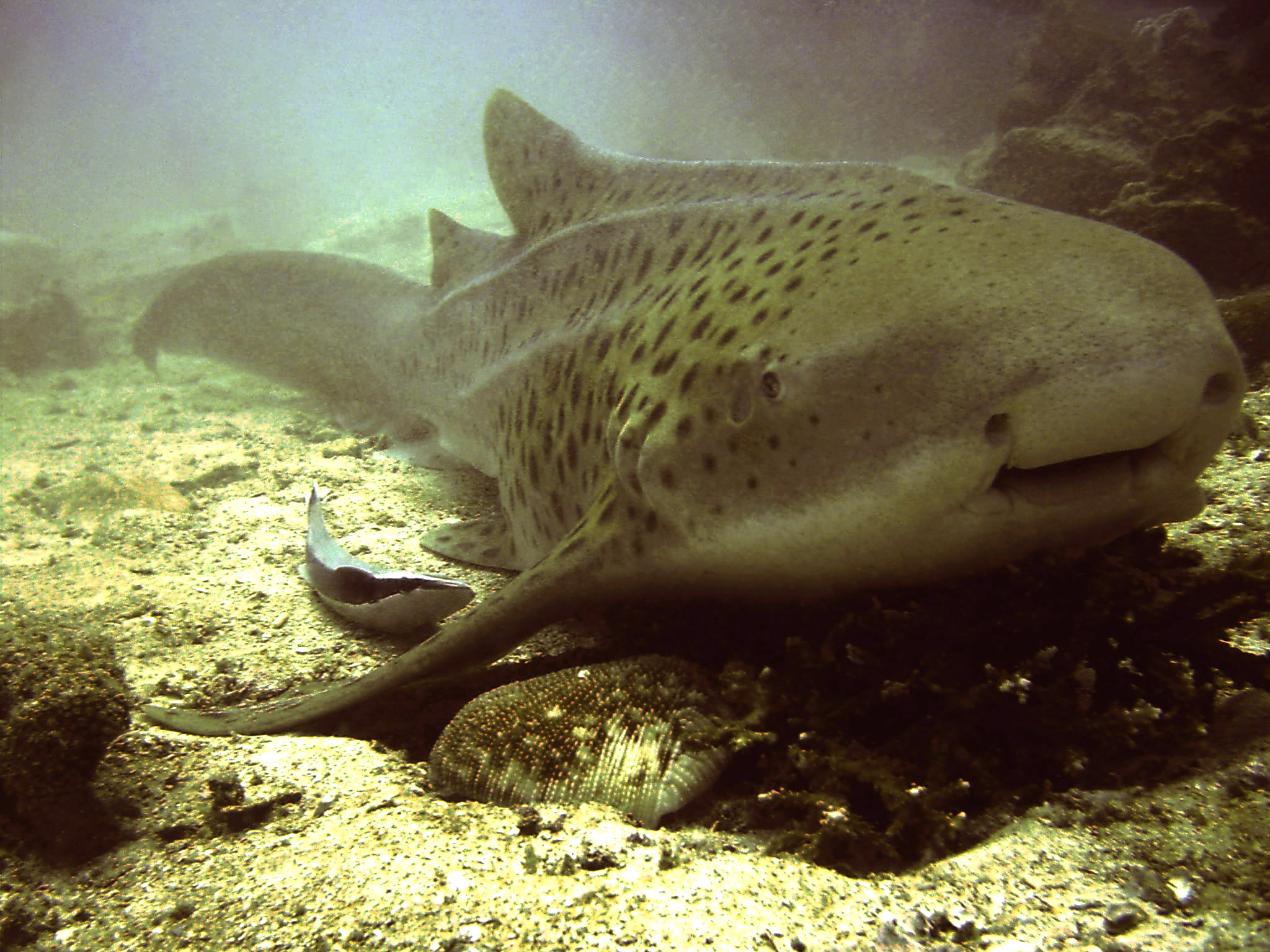
Zebra- oder Leopardenhai (Stegostoma fasciatum)

Ko Payan (auch: Ko Pa-Yan, Thai: เกาะปาหยัน) oder „Insel drei“ (Ko Saam, เกาะสาม) ist rund 400 m breit, 300 m lang und hat keine Besonderheiten aufzuweisen. Östlich davon liegen die „Shark Ridge Rocks“, Felsenspitzen, die mehrere Haiarten beherbergen, unter anderem den Weißspitzen-Riffhai, den Leopardenhai und Silberspitzenhaie. Die Flächenausdehnung beträgt 4,32 ha.

### Ko Payang
Ko Payang (auch: Ko Pa Yang, Thai: เกาะปายัง), oder „Insel zwei“ (Ko Song, เกาะสอง) ist eine keilförmige Insel, die knapp zwei Kilometer lang, zehn Meter hoch und 500 Meter breit ist. Sie hat keine Besonderheiten und auch keine Tauchplätze aufzuweisen. Die Flächenausdehnung beträgt 73,1 ha.

### Ko Huyong

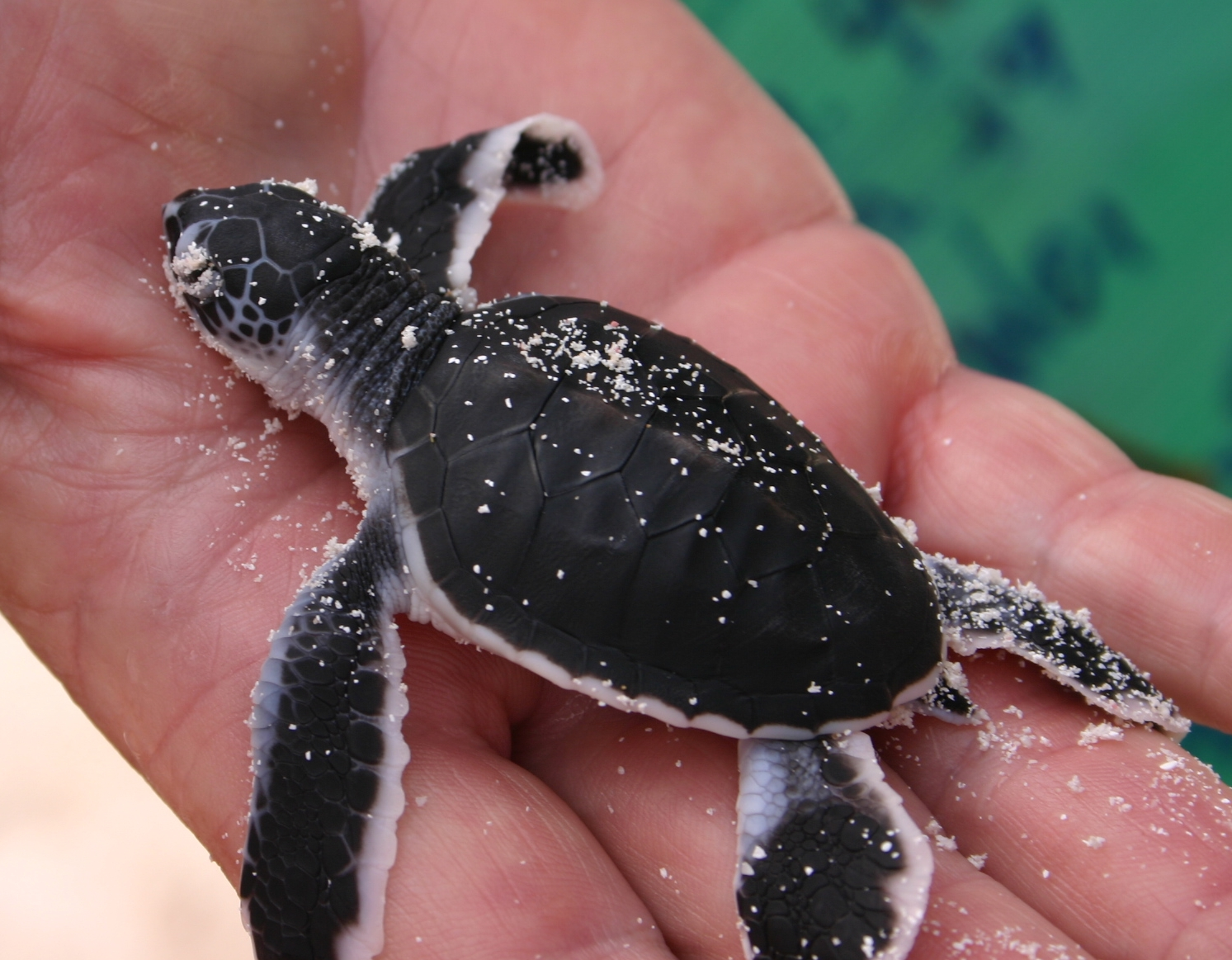
Frischgeschlüpfte Grüne Meeresschildkröte

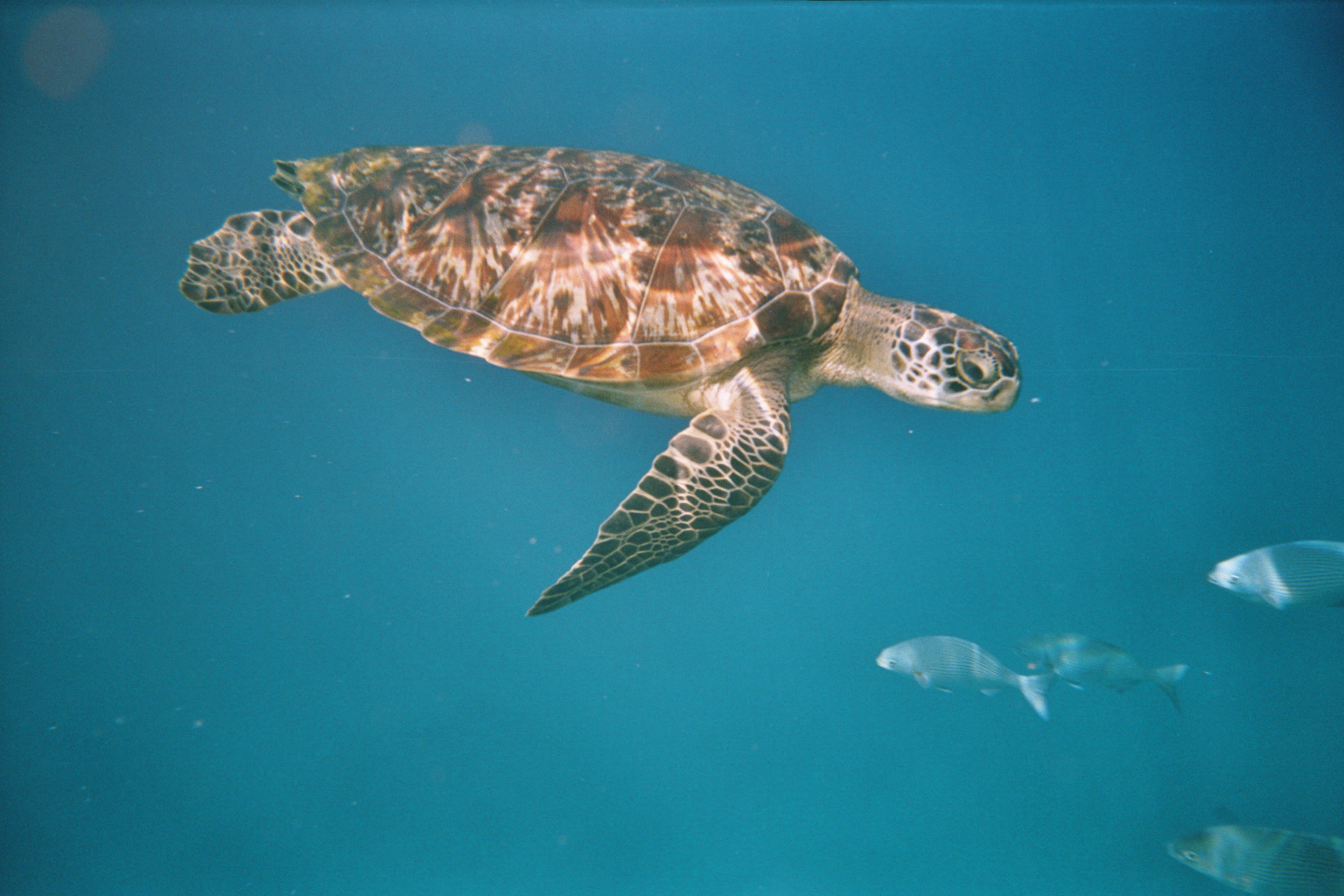
Ausgewachsene Grüne Meeresschildkröte

Die Huyong-Insel (Thai: เกาะหูยง), Nummer eins (Ko Nueng, เกาะหนึ่ง), liegt am nächsten zur Insel Phuket und hat den längsten weißen Sandstrand der Inselgruppe. Dieser Abschnitt ist aber für Touristen gesperrt, da er ein Ort für die Eiablage der geschützten Grüne Meeresschildkröten ist. Thailändische Marinesoldaten kümmern sich in einer eigenen Station um die Eier. Die Gelege werden ausgegraben und in geschützten Terrain bewacht, bis die jungen Schildkröten groß genug sind, um ins Meer entlassen zu werden. Der Meeresgrund der 102 m hohen, 1,8 km langen und 700 m breiten Insel ist hier zehn bis 15 Meter tief, es wachsen weiche, harte und Fächer-Korallen. Die geringe Tiefe lässt die Sonnenstrahlen bis zum Grund vordringen, was ein reiches submarines Leben zur Folge hat. Die Flächenausdehnung beträgt 88,2 ha.

## Tauch-Tourismus

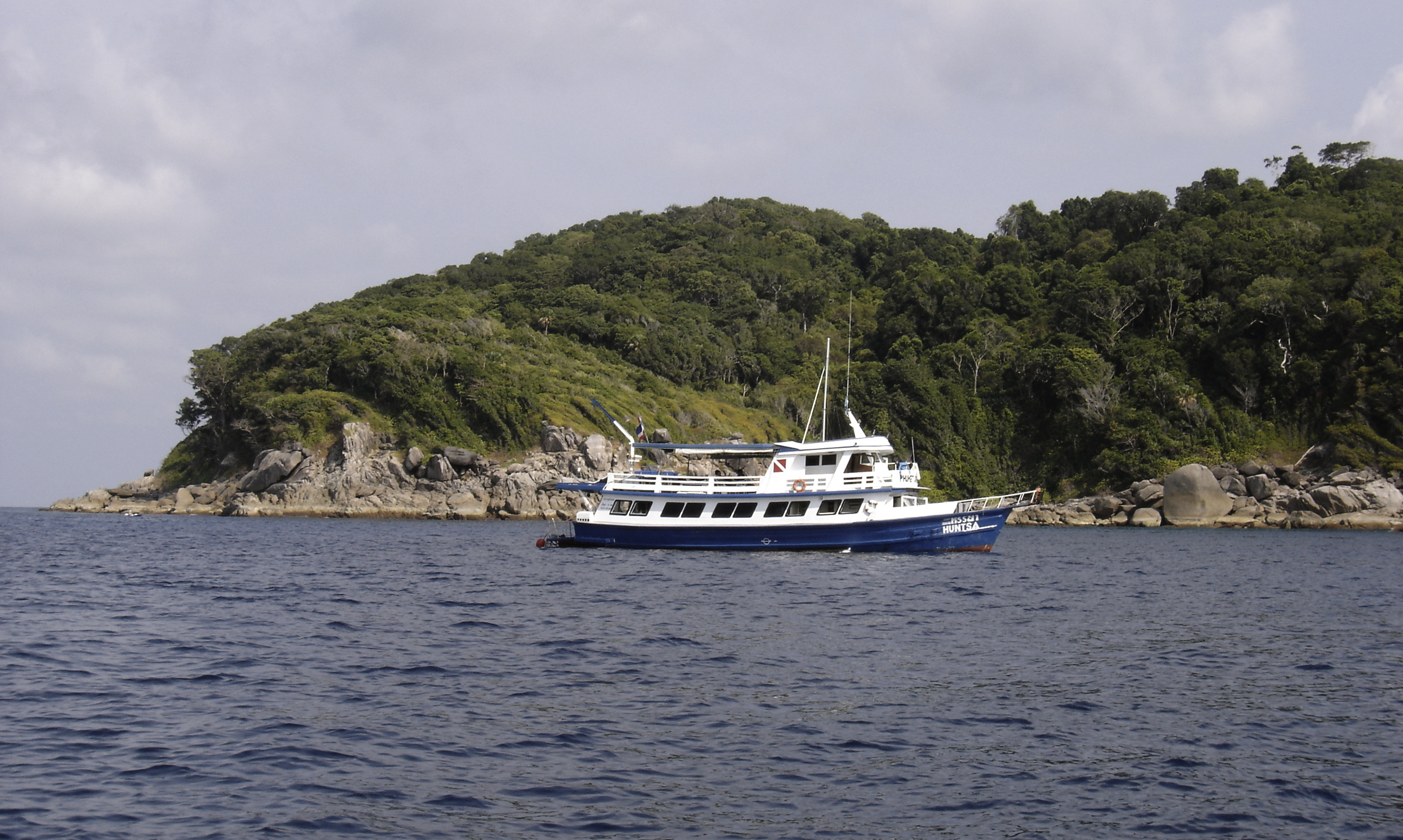
Tauchboot in einer Inselbucht

Die Wasserqualität und die Sichtweite, die bis zu einer Tiefe von 30 Metern reicht, sowie Flora und Fauna der Inseln ziehen zahlreiche Taucher an. Die beste Zeit für einen Besuch sind die Monate zwischen November und April. In den Monaten Mai bis Oktober ist der Park geschlossen – einerseits aus Sicherheitsgründen aufgrund des hohen Wellengangs, andererseits, um eine Regeneration des Nationalparkes zu ermöglichen.
Die Strömungen rund um die Similans sind beträchtlich. Ein- und Mehrtagestouren werden angeboten, nächtliche Tauchgänge sind beliebt. Es gibt zehn ausgewiesene Tieftauchstellen. Boote starten meist aus dem am nächsten gelegenen Hafen Thap Lamu, aber auch von der ca. 100 km südöstlich gelegenen Insel Phuket. Man erreicht die Inseln in etwa 1½ bis ungefähr 3½ Stunden. Neben privaten Tour-Anbietern gibt es auch ein regelmäßig verkehrendes Fähr-Boot zum Festland und kleinere Boote zum Transport zwischen den Inseln. In den beliebten Buchten der Inseln ankern auch über Nacht mehrere Boote.
Die meisten Taucher übernachten direkt auf den Schiffen (Liveaboard mit Auffüllen der Pressluftflaschen). Auf den Inseln vier und acht bietet die Nationalparkverwaltung Duschen, Toiletten und Unterkunftsmöglichkeiten vom Steinbungalow mit Klimaanlage bis zum Zelt. Außerhalb dieser Unterkünfte ist das Campen aus Naturschutzgründen verboten. Seit Mai 2018 untersagt die thailändische Meeresschutzbehörde das Übernachten auf den Similan-Inseln. Das Verbot wird „mit einer überwältigenden Zahl an Touristen, die inzwischen auf die Insel wollten“, begründet.